# Lockheed Martin VH-71 Kestrel
El Lockheed Martin VH-71 Kestrel fue una variante del AgustaWestland AW101 (anteriormente EH101) que estaba siendo fabricado para reemplazar a la flota de transporte Presidencial estadounidense Marine One del Cuerpo de Marines de los Estados Unidos. Comercializado originalmente en varias competiciones como US101, fue desarrollado y fabricado en los Estados Unidos por un consorcio liderado por Lockheed Martin, consistente en Lockheed Martin Systems Integration - Owego (LMSI), AgustaWestland y Bell Helicopter.
En enero de 2005, el US101 fue seleccionado para el Programa de Reemplazo de Helicóptero Presidencial VXX, y fue designado prontamente como VH-71. Sin embargo, el desarrollo estuvo plagado de retrasos, sobrecostes y problemas de ingeniería; Lockheed atribuyó la mayoría de estos problemas a las extensas y no previstas modificaciones demandadas por el Gobierno que no habían estado presentes en la solicitud de propuestas (RFP) publicada. Un informe de la Oficina de Contabilidad del Gobierno (GAO) en 2011 también reconoció que la falta de flexibilidad y compromiso por parte del gobierno había impactado negativamente en el programa. A finales de 2008, la cancelación del VH-71 parecía cada vez más probable.
En febrero de 2009, el Presidente Barack Obama solicitó al Secretario de Defensa Robert Gates poner el proyecto en espera o cancelarlo debido a su alto coste: más de 13 000 millones de dólares por los 28 helicópteros planeados. En junio de 2009, la Armada estadounidense finalizó el contrato tras gastar alrededor de 4400 millones de dólares y habiendo recepcionado nueve VH-71. Tras la cancelación, los helicópteros entregados fueron vendidos a Canadá por 164 millones de dólares, donde fueron usados como fuente de repuestos para su flota de helicópteros de búsqueda y rescate AgustaWestland CH-149  Cormorant.

## Desarrollo

### US101y competición VXX
El AgustaWestland AW101, designado originalmente como EH101, fue desarrollado originalmente y producido por EH Industries, que era una aventura conjunta entre las compañías Westland Helicopters británica y la Agusta italiana; Westland se fusionó con Agusta para formar AgustaWestland en 2001. AgustaWestland mantuvo un considerable interés en las perspectivas de exportación del AW101, incluyendo las perspectivas de un gran consorcio de fabricación en ultramar. El 23 de julio de 2002, Lockheed Martin y AgustaWestland anunciaron que habían firmado un acuerdo a 10 años para comercializar, fabricar y dar apoyo conjuntamente a un helicóptero medio, un derivado del AW101, en los Estados Unidos. En esa época, el equipo declaró que el derivado, que fue designado US101, sería “un 65 % estadounidense”. Las compañías previeron que la aeronave sería adoptada en tres tareas principales; búsqueda y rescate en combate de la Fuerza Aérea estadounidense, búsqueda y rescate de la Guardia Costera estadounidense, y transporte ejecutivo del Cuerpo de Marines estadounidense.
A principios de 2002, la asociación Lockheed-AgustaWestland buscó otras empresas para participar en los propuestos trabajos de fabricación local del US101; en particular, el equipo contactó con Bell Helicopters, que en esa época era parte de otro consorcio del EH101, que ofrecía el modelo a Canadá. El mismo año, Rolls-Royce Holdings, que fabricaba el RTM322 del EH101, también buscó un compañero estadounidense para producir el motor localmente; Rolls-Royce también preveía integrar la tecnología específicamente estadounidense en el motor y su potencial uso en propulsar al helicóptero Sikorsky UH-60 Black Hawk. En agosto de 2002, se informó en los medios de comunicación de que varios fabricantes de aeronaves estadounidenses, incluyendo a Bell, Boeing y Kaman Aerospace, estaban manteniendo conversaciones con el consorcio y que podían ser potencialmente seleccionados como subcontratistas para realizar el ensamblaje doméstico del US101. Boeing mostró un interés persistente en unirse al consorcio del US101, al tiempo que mantenía acuerdos alternativos para producir el helicóptero NHIndustries NH90.
El 15 de mayo de 2003, AgustaWestland firmó un acuerdo con Bell Helicopter para hacerse cargo del ensamblaje final del US101 en los Estados Unidos. Según el acuerdo, AgustaWestland produciría las palas del rotor principal y las secciones principales del fuselaje en su fábrica de Yeovil, Reino Unido. La compañía también fabricaría otros componentes, incluyendo la caja reductora en su fábrica de Cascina Costa, Italia; esto representaba una participación de trabajos del 36 %. El restante 64 % del trabajo sería dividido entre Lockheed Martin (31 %) y Bell Helicopter (27 %), y otras empresas (6 %).
En febrero de 2002, el Cuerpo de Marines estadounidense inició un estudio que identificase una potencial rotonave de reemplazo para los vetustos helicópteros de transporte presidencial Sikorsky VH-3D. El 18 de diciembre de 2003, el Departamento de Defensa de los Estados Unidos publicó una Solicitud de Propuestas (RFP) para la provisión de 23 helicópteros que usaría como reemplazo de los 11 VH-3D y 8 VH-60N del escuadrón HMX-1 del Cuerpo de Marines, que realizarían la tarea de transporte Presidencial en helicóptero; a este requerimiento se le dio la designación de VXX, o Programa de Reemplazo del Helicóptero Presidencial. Dos compañías, AgustaWestland y Sikorsky Aircraft respondieron a la RFP del VXX; adicionalmente había habido interés en una potencial puja basada en el Bell-Boeing V-22 Osprey, sin embargo el convertiplano fue juzgado como no transportable por el transporte militar y, por tanto, no adecuado para la calificación.
Sikorsky había propuesto el VH-92, una variante del H-92 Superhawk, en asociación con FlightSafety International, L-3 Communications, Northrop Grumman, Rockwell Collins, Vought Aircraft Industries, y GE Aviation. Durante el proceso de puja, Sikorsky atacó al US101 por sus orígenes extranjeros; en diciembre de 2004, el gerente para el programa VXX de Sikorsky, Nick Lappos, ridiculizó la puja como: “¿Qué nos pueden enseñar de competiciones un país socialista y una compañía socialista?”. La selección iba a producirse originalmente en abril de 2004; sin embargo, los encargados del programa decidieron posponer su decisión otros 8 meses para realizar más análisis de las pujas.
El 28 de enero de 2005, el Departamento de Defensa anunció que había seleccionado al US101 como ganador. Se había especulado acerca de que los tres motores del US101 habían sido un factor decisivo sobre el rival bimotor VH-92. John Young, Subsecretario de la Armada estadounidense para la adquisición de tecnología y logística, declaró acerca de la selección: “El equipo de Lockheed comenzó con un helicóptero que probablemente necesitaba menos trabajos. Se acercaron más a los requerimientos que habíamos establecido, lo que les permitió presentar menos tareas que completar para llegar al objetivo y entregar el producto”. Al equipo del US101 se le concedió un contrato de 1700 millones de dólares para la fase de Desarrollo del Sistema y Demostración. En julio de 2005, el US101 recibió la designación militar VH-71 Kestrel.

### Problemas y retrasos del programa

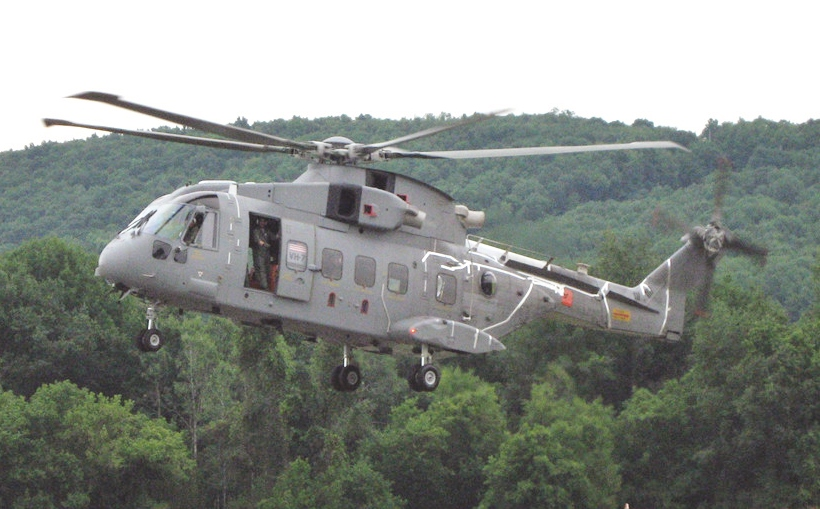
Un AW101 realizando pruebas del VH-71 cerca de la fábrica de Lockheed en Owego, Nueva York.

Los retrasos por problemas de ingeniería plagaron el desarrollo del VH-71. En 2007, los costes estimados de desarrollo y modificación de la aeronave habían aumentado un 40 % hasta los 2400 millones dólares, y habían sobrepasado los 4200 millones previstos para la producción de la flota. En marzo de 2008, el coste del programa había aumentado y se proyectó que costase un total de 11 200 millones de dólares, o alrededor de 400 millones de dólares por helicóptero.
En las conversaciones sobre el programa CSAR-X (en el que el EH101 fue ofrecido por LMSI), la Autoridad de Selección de Fuentes (SSA) de la Fuerza Aérea declaró que las prestaciones del programa habían sido “poco satisfactorias”. En marzo de 2007, un informe de la Oficina de Contabilidad del Gobierno (GAO), apoyaba las protestas de Sikorsky y Lockheed en contra del HH-47 de Boeing, mencionando que “LMSI había recibido poca calificación de confianza por la actuación pasada debido al no satisfactorio desempeño bajo su actual contrato por el helicóptero Presidencial VH-71, que fue evaluado como el más altamente relevante para esta adquisición”. La SSA declaró que LMSI había “mostrado que no podía cubrir con fiabilidad importantes requerimientos programados y que tenía dificultad en compartir ingeniería de sistemas con sus subcontratistas”. Lockheed respondió que la insistencia del gobierno en realizar extensas modificaciones, no previstas en la RFP, era la fuente de los sobrecostes. Un informe de la GAO en 2011 concluyó que el desarrollo del VH-71 no había permitido la flexibilidad o las compensaciones consideradas por el cliente.
En diciembre de 2007, encargados del DoD se reunieron con la Oficina Militar de la Casa Blanca para discutir el futuro del programa; aparentemente, el Pentágono había querido finalizar el VH-71 debido a los contratiempos, problemas presupuestarios y problemas de diseño. La Casa Blanca anuló una decisión de cancelación; el programa se suspendió efectivamente mientras se consideraban las opciones. En julio de 2008, el VH-71A (también llamado Increment I) iba a alcanzar la capacidad operativa en 2010. La segunda fase del desarrollo, el VH-71B (Increment II), se esperaba que comenzara a entrar en servicio en 2017.
En octubre de 2008, mientras departía sobre programas de defensa que probablemente se recortarían tras el cambio de gobierno, John Young, el Subsecretario de Defensa para Adquisición, Tecnología y Logística, declaró que el VH-71 “estaba muy alto en esa lista”. El creciente coste del programa VH-71 casaba mal con la postura del Presidente Barack Obama acerca de frenar el gasto gubernamental; durante una reunión en la Casa Blanca en febrero de 2009, el presidente Obama comentó que el proceso de compra se “había vuelto loco y que vamos a tener que arreglarlo”. Adicionalmente, declaró que “el helicóptero que tenemos actualmente parece perfectamente adecuado para mí”. En marzo de 2009, el coste total proyectado para los planeados 28 VH-71 era de más de 13 000 millones de dólares. El 6 de abril de 2009, el presupuesto de Defensa propuesto anunciado por el Secretario de Defensa Robert Gates no incluía fondos para el VH-71. El 1 de junio de 2009, la Armada de los Estados Unidos anunció que el contrato estaba oficialmente cancelado, y que los fondos restantes iban a ser reinvertidos en mejoras de la flota existente de helicópteros VH-3D y VH-60N. Se habían completado nueve VH-71 en el momento de la cancelación.
La cancelación de la aeronave provocó que los comentaristas discutieran acerca de su impacto en los futuros contratos de adquisición con empresas europeas. El fracaso del proceso de adquisición del Departamento de Defensa estadounidense como se demostró con el VH-71 podría ahuyentar a potenciales socios. Alrededor de marzo de 2009, una coalición de legisladores solicitó a la Administración que continuara con una variación del programa del VH-71. Una carta publicada por varios miembros del Congreso urgió al Presidente a apoyar al programa VH-71. El 22 de julio de 2009, el Comité de Asignaciones de la Casa aprobó 485 millones de dólares para conseguir que cinco VH-71A acabasen siendo operativos.

### Opciones y reestructuración
El Servicio de Investigación del Congreso (CRS) estimó que parando la producción del VH-71, mejorando la flota existente, y más tarde implementando un programa sucesor, costaría entre 14 000 y 21 000 millones de dólares. Se informó que no solo la nueva flota no estaría disponible hasta 2024 (en ese punto los helicópteros existentes que hubieran permanecido en servicio tendrían más de 50 años), sino que cancelar el programa existente generaría más de 3000 millones de dólares en costes hundidos del VH-71. Tras la decisión del Presidente de finalizar el programa, una amplia gama de legisladores, analistas y medios de comunicación concluyeron públicamente que continuar con una variación del programa existente del VH-71 sería más efectivo en costes y se perdería menos tiempo.
En 2009, el CRS propuso cuatro opciones: la Opción 1 era continuar con el programa del VH-71 con las versiones Increment I y II; el coste adicional fue estimado en 10 000 millones de dólares y la fecha de entrada en servicio sería 2019. La Opción 2 era reestructurar el programa para proporcionar 23 aeronaves Increment I; con un coste adicional de 6400 millones de dólares y estarían operacionales en 2012. La Opción 3 era una reestructuración para proporcionar 19 aeronaves Increment I para reemplazar a la flota actual; el coste adicional de esta opción fue estimado en 5600 millones de dólares y la entrada en servicio sería en 2012. La última opción era modernizar y extender la vida de la flota actual al coste de 1400 millones de dólares; sin embargo, esto no cubriría los estándares requeridos para los futuros helicópteros presidenciales, y requerirían prontamente un reemplazo.
Además del coste de un nuevo programa de adquisición, la industria afirmó que simplemente extender la vida operativa de la flota actual era una elección arriesgada, ya que era menos segura y más costosa de mantener. Los legisladores de ambos lados del pasillo, incluyendo al Senador Chuck Schumer (D-NY) y al Representante Roscoe Bartlett (R-MD), habían criticado al Pentágono por el asunto (Bartlett reclamó que “habían tenido esta discusión fuera de la asociación y lo lamentamos”). Loren Thompson, un analista del Lexington Institute, declaró: “yo no creo que la historia del VH-71 esté acabada... el Secretario Gates no ha presentado un caso convincente para cancelar el programa, y no hay helicóptero alternativo que pueda satisfacer los requerimientos de alcance y carga, y que pueda aterrizar en el jardín de la Casa Blanca”.
El 19 de diciembre de 2009, el presidente Obama firmó una Nota de Adquisición de Defensa de la Casa y el Senado conjunta para el año fiscal 2010, que incluía un presupuesto de 130 millones de dólares para el programa Marine One: 100 millones de dólares para recuperar tecnologías desarrolladas bajo el programa VH-71 Kestrel, y 30 millones de dólares para desarrollar los estudios iniciales de la Armada de un nuevo programa VH-XX. En febrero de 2010, la Armada publicó una solicitud información a la industria de la aviación. En abril de 2010, Lockheed Martin anunció que formaría equipo con Sikorsky para ofrecer el Sikorsky S-92 en lugar del VH-71. En junio de 2010, Boeing anunció que estaba considerando construir una versión estadounidense bajo licencia del AgustaWestland AW101 para presentar al renovado programa VXX, además del Bell Boeing V-22 Osprey y del Boeing CH-47 Chinook.
En junio de 2011, los nueve VH-71 fueron comprados por 164 millones de dólares por Canadá para usarlos como fuente de repuestos para su flota de helicópteros de búsqueda y rescate AgustaWestland CH-149 Cormorant, que también está basado en el AW101. Los VH-71 transferidos fueron despojados de las partes sensibles, y siete permanecieron en estado de vuelo. En 2013, los medios de comunicación informaron que Canadá estaba estudiando si hasta cuatro de los VH-71 pudieran certificarse para su uso operacional; el fabricante AgustaWestland declaró abiertamente su apoyo a la iniciativa de regeneración. El 8 de agosto de 2018, se informó que Leonardo S.p.A. estaba convirtiendo los siete helicópteros en estado de vuelo en CH-149 operativos.

### Pruebas

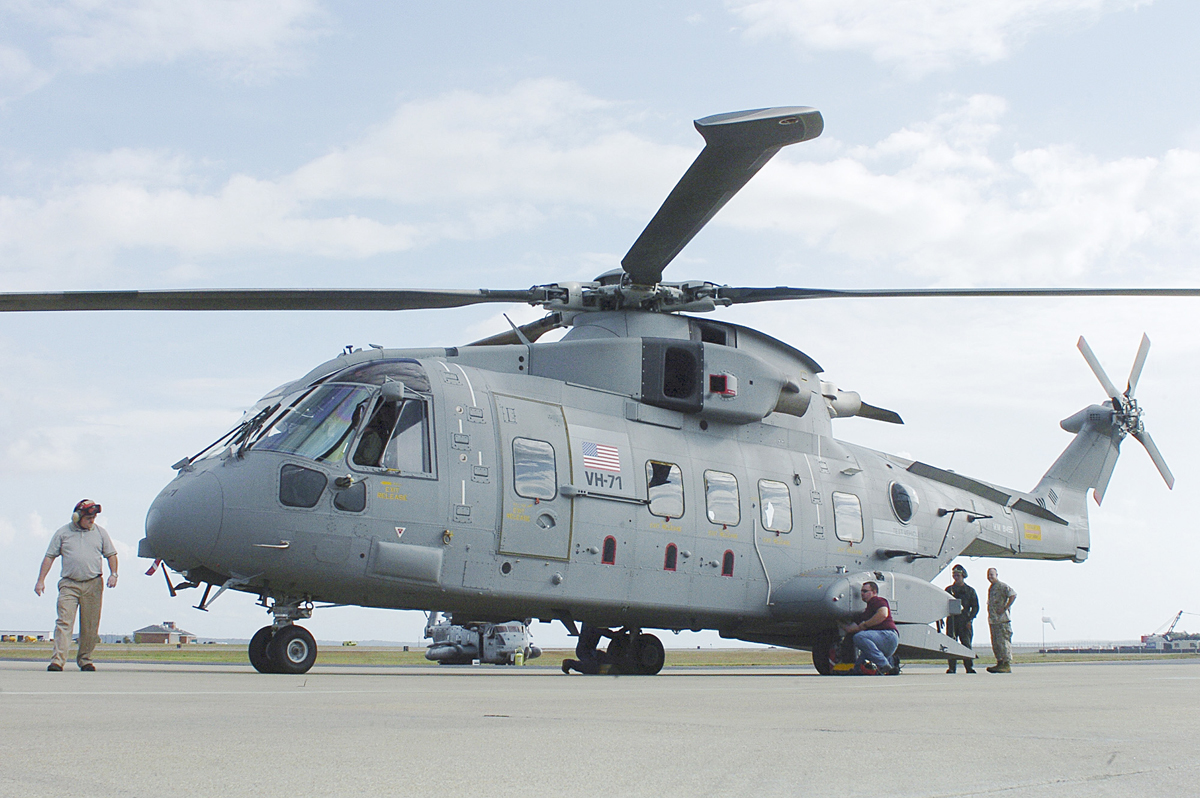
Una aeronave de pruebas VH-71 en las instalaciones del Cuerpo de Marines en Quantico, octubre de 2005.

El primer VH-71A de pruebas, Vehículo de Pruebas #2 (TV-2), realizó su primer vuelo el 3 de julio de 2007 en la fábrica de AgustaWestland en Yeovil, Reino Unido. Lockheed Martin también usó un EH101, designado TV-1, para realizar pruebas iniciales en los Estados Unidos; estas pruebas incluyeron el aterrizaje en el césped de la Casa Blanca.
El primer VH-71A de producción, Producción Piloto #1 (PP-1), realizó su primer vuelo el 22 de septiembre de 2008 desde Yeovil. La Fuerza Aérea estadounidense transportó el helicóptero en un C-17 Globemaster III a la Estación aeronaval del Río Patuxent, Maryland, para realizar más pruebas. El primer VH-71 de producción se unió al programa de pruebas en NAS Patuxent River, comenzando las pruebas en tierra a principios de diciembre de 2008.

### Otras competiciones
El US101 también compitió en dos contratos de la USAF, el proyecto de Reemplazo de Búsqueda y Rescate en Combate (CSAR-X) de 141 aeronaves (ganado originalmente por el Boeing HH-47 el 10 de noviembre de 2006, pero sujeto a una segunda competición de adquisición), y el Programa de Apoyo de Carga Vertical Común (CVLSP) de 70 aeronaves.

## Componentes
Estados Unidos

### Electrónica
| Sistema        | País | Fabricante | Notas         |
| -------------- | ---- | ---------- | ------------- |
| Redes de datos |      |            | MIL-STD-1553B |

### Propulsión
| Sistema | País                      | Fabricante       | Notas      |
| ------- | ------------------------- | ---------------- | ---------- |
| Motor   | Bandera de Estados Unidos | General Electric | 3 × CT7-8E |

## Variantes
VH-71A
Aeronave inicial de producción del VH-71 o Increment I del programa de reemplazo del helicóptero presidencial, diseñado para cubrir una urgente necesidad de nuevos helicópteros.
VH-71B
El Increment II iba a proporcionar 23 helicópteros operativos con alcance aumentado y un sistema de navegación y comunicaciones mejorado, que cubriría los requerimientos de la Casa Blanca para mantener la continuidad del gobierno y permitir al presidente llevar a cabo sus tareas oficiales.

## Operadores
Estados Unidos
- Cuerpo de Marines de los Estados Unidos (propuesto)

## Especificaciones (VH-71)
Las especificaciones con un asterisco (*) son específicas del VH-71. El resto, del AW101.
Referencia datos: Jane's All The World's Aircraft 2003–2004, otros

### Características generales
- Tripulación: Cuatro
- Capacidad: 14 soldados sentados*
- Longitud: 19,53 m
- Diámetro rotor principal: 18,59 m
- Altura: 6,62 m
- Área circular: 271,51 m²
- Peso vacío: 10 500 kg
- Peso máximo al despegue: 15 600 kg
- Planta motriz: 3× turboeje General Electric CT7-8E.
  - Potencia: 1879 kW (2520 shp) (al despegue) cada uno.

### Rendimiento
- Velocidad máxima operativa (Vno): 309 km/h
- Velocidad crucero (Vc): 278 km/h
- Alcance: 1389 km
- Techo de vuelo: 4575 m (15 010 pies)
- Régimen de ascenso: 10,2 m/s (2010 pies/min)
- Carga del rotor: 53,8 kg/m² (11,0 lb/ft2)
- Potencia/peso: 0,2849 kW/kg (0,174 shp/lb)

## Aeronaves relacionadas

### Desarrollos relacionados
- AgustaWestland AW101
- AgustaWestland CH-149 Cormorant

### Aeronaves similares
- Sikorsky S-92
- NHIndustries NH90

### Secuencias de designación
- Secuencia AW-_ (interna de AgustaWestland): ← AW009 - AW101 (VH-71, CH-149) - AW109 - AW109S - AW119 →
- Secuencia _H-_ (Helicópteros estadounidenses, 1962-presente): ← TH-67 - MH-68 - ARH-70 - VH-71 - UH-72 - TH-73 - MH-90 →